# Joaquín Fernández Moreno
Joaquín Fernández Moreno (Huércal de Almería, 31 maggio 1996) è un calciatore spagnolo, difensore o centrocampista dello Sporting K.C..

## Caratteristiche tecniche
È un difensore centrale che può agire anche da mediano.

## Carriera
Cresciuto nelle giovanili dell'Almería, ha esordito con la prima squadra il 2 dicembre 2015 in occasione del match di Coppa del Re perso 3-1 contro il Celta Vigo.

## Statistiche

### Presenze e reti nei club
Statistiche aggiornate al 2 gennaio 2024.
| Stagione               | Squadra                | Campionato             | Campionato | Campionato | Coppe nazionali | Coppe nazionali | Coppe nazionali | Coppe continentali | Coppe continentali | Coppe continentali | Altre coppe | Altre coppe | Altre coppe | Totale | Totale | Totale |
| Stagione               | Squadra                | Comp                   | Pres       | Reti       | Comp            | Pres            | Reti            | Comp               | Pres               | Reti               | Comp        | Pres        | Reti        | Pres   | Reti   |        |
| ---------------------- | ---------------------- | ---------------------- | ---------- | ---------- | --------------- | --------------- | --------------- | ------------------ | ------------------ | ------------------ | ----------- | ----------- | ----------- | ------ | ------ | ------ |
| 2012-2013              | Almería B              | SDB                    | 2          | 0          |                 | -               | -               |                    | -                  | -                  |             | -           | -           | 2      | 0      |        |
| 2013-2014              | Almería B              | SDB                    | 25         | 0          |                 | -               | -               |                    | -                  | -                  |             | -           | -           | 25     | 0      |        |
| 2014-2015              | Almería B              | SDB                    | 35         | 0          |                 | -               | -               |                    | -                  | -                  |             | -           | -           | 35     | 0      |        |
| 2015-2016              | Almería B              | SDB                    | 36         | 1          |                 | -               | -               |                    | -                  | -                  |             | -           | -           | 36     | 1      |        |
| 2015-2016              | Almería                | SD                     | 2          | 0          | CR              | 1               | 0               |                    | -                  | -                  |             | -           | -           | 3      | 0      |        |
| 2016-2017              | Almería                | SD                     | 36         | 0          | CR              | 0               | 0               |                    | -                  | -                  |             | -           | -           | 36     | 0      |        |
| 2017-2018              | Almería                | SD                     | 35         | 0          | CR              | 1               | 0               |                    | -                  | -                  |             | -           | -           | 36     | 0      |        |
| ago.2018               | Almería                | SD                     | 2          | 0          | CR              | 0               | 0               |                    | -                  | -                  |             | -           | -           | 2      | 0      |        |
| Totale Almeria         | Totale Almeria         | Totale Almeria         | 65         | 0          |                 | 2               | 0               |                    | -                  | -                  |             | -           | -           | 67     | 0      |        |
| ago.2018-2019          | Real Valladolid        | PD                     | 13         | 1          | CR              | 4               | 0               |                    | -                  | -                  |             | -           | -           | 17     | 1      |        |
| 2019-2020              | Real Valladolid        | PD                     | 20         | 2          | CR              | 1               | 0               |                    | -                  | -                  |             | -           | -           | 21     | 2      |        |
| 2020-2021              | Real Valladolid        | PD                     | 25         | 1          | CR              | 2               | 0               |                    | -                  | -                  |             | -           | -           | 27     | 1      |        |
| 2021-2022              | Real Valladolid        | SD                     | 26         | 0          | CR              | 0               | 0               |                    | -                  | -                  |             | -           | -           | 26     | 0      |        |
| 2022-2023              | Real Valladolid        | PD                     | 27         | 1          | CR              | 2               | 0               |                    | -                  | -                  |             | -           | -           | 29     | 1      |        |
| Totale Real Valladolid | Totale Real Valladolid | Totale Real Valladolid | 111        | 5          |                 | 9               | 0               |                    | -                  | -                  |             | -           | -           | 120    | 5      |        |
| 2023-2024              | Trabzonspor            | SL                     | 0          | 0          | CT              | 0               | 0               |                    | -                  | -                  |             | -           | -           | 0      | 0      |        |
| Totale carriera        | Totale carriera        | Totale carriera        | 284        | 6          |                 | 11              | 0               |                    | -                  | -                  |             | -           | -           | 295    | 6      |        |